# 1/2 falta
1/2 falta é uma telenovela argentina produzida pela empresa Pol-ka Producciones e exibida pelo El Trece entre 7 de julho de 2005 e 16 de janeiro de 2006.

## Elenco
- Gabriela Toscano - Vida Juárez
- Federico D'Elia - Remo Sampardi
- Andrea Pietra - Manuela Pedraza
- Alejandra Darín - Laura Sobrado
- Sebastián Pajoni - Julian Dovello
- Marta Betoldi - Beatriz
- Oski Guzmán - Oruga
- Osvaldo Santoro - Nino Juárez
- Sofía Elliot - Zaida Alub
- Nicolás Goldschmidt - Abel Gómez